# Mario Kart Arcade GP DX
Mario Kart Arcade GP DX (マリオカートアーケードGP DX) est un jeu vidéo de course développé sur borne d'arcade et faisant partie de la série Mario Kart. Il a été publié au début de l'année 2013.
Sorti le 25 juillet 2013, il inclut dix nouvelles courses sur cinq coupes, et ajoute des spécificités de Mario Kart 7, sorti sur Nintendo 3DS, avec des sections aériennes et sous-marine, entre autres, avec toujours la possibilité de se prendre en photo et un avatar qu'il sera possible de choisir. Nouveauté de cette version est le tank, où deux joueurs peuvent fusionner ensemble et se partagent entre eux la conduite et la visée.
En outre, un nouveau personnage est jouable dans cette version : il s’agit de Don-chan, héros populaire au Japon du jeu de taiko Taiko no Tatsujin, édité par Namco.
Les bornes disposent d'un écran haute-définition de 42 pouces. Des caméras sont placées au-dessus de l'écran de jeu, permettant aux joueurs de se prendre en photo avant chaque course. Les photos sont personnalisables.

## Personnages

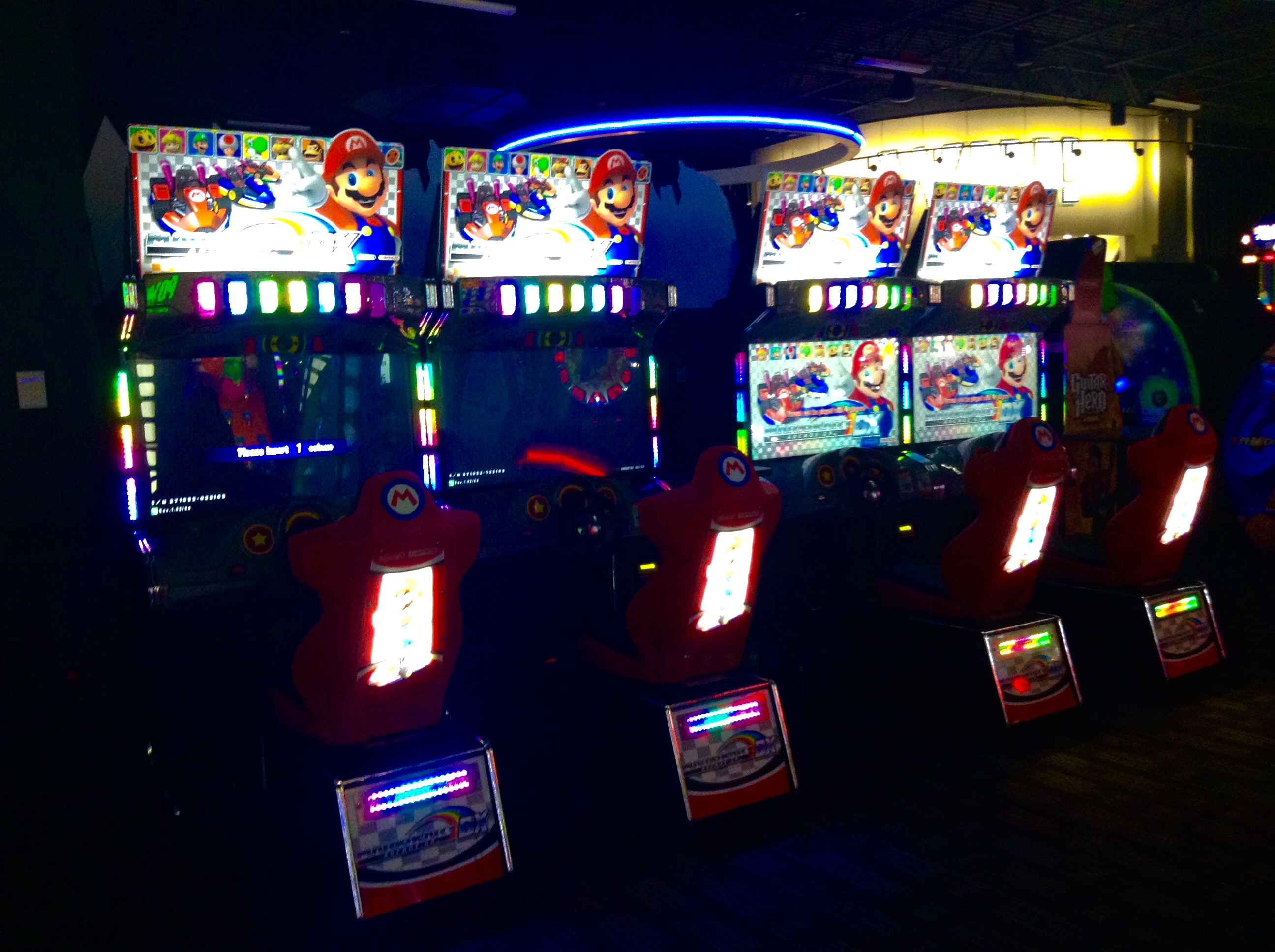
Bornes d'arcade Mario Kart Arcade GP DX.

Il y a un total de 19 personnages jouables dans Mario Kart Arcade GP DX.
- Mario
- Luigi
- Peach
- Yoshi
- Pac-Man
- Donkey Kong
- Bowser
- Toad
- Don-chan
- Daisy (à télécharger)
- Bowser Jr. (à débloquer)
- Waluigi (à débloquer)
- Wario (à débloquer)
- Harmonie (à télécharger)
- Bébé Mario (à télécharger)
- Bébé Peach (à télécharger)
- Mario de métal (à télécharger)
- Roi Boo (à débloquer)
- Lakitu (à télécharger)

Un mode « fusion » permet à deux joueurs d'être sur un seul et même kart ; l'un conduisant, l'autre étant responsable des objets, à la manière de Mario Kart: Double Dash!!.

## Circuits
Il y a un total de 14 circuits dans Mario Kart Arcade GP DX.
| Coupe Toad   | Coupe Mario    | Coupe Don-Chan   | Coupe Pac Man (Téléchargeable) | Coupe Donkey Kong (Téléchargeable) | Coupe Bowser Jr | Coupe Bowser     |
| ------------ | -------------- | ---------------- | ------------------------------ | ---------------------------------- | --------------- | ---------------- |
| Peach Castle | Splash Circuit | Bon Dance Street | Pac Man Stadium                | Bananan Labyrinth                  | Aerial Road     | Bowser's Factory |
| Kingdom Way  | Tropical Coast | Omatsuri Circuit | Namco Circuit                  | DK Jungle                          | Sky Arena       | Bowser's Castle  |

Ces circuits intègrent les innovations apportées par Mario Kart 7, avec notamment des sections aériennes et sous-marine.

## Objets
Contrairement aux autres Mario Kart de la série sortis sur console de salon et/ou portable, Mario Kart Arcade GP DX propose plus d'une centaine d'objets différents. La subtilité réside ici dans le fait que trois objets sont pré-sélectionnés avant le début de chaque course ; de fait, seuls ces trois objets pourront ensuite être utilisés par le joueur.